# 阿德米尔·斯马伊奇
阿德米尔·斯马伊奇（1963年9月7日—），波斯尼亚和黑塞哥维那男子足球运动员。他曾代表南斯拉夫国奥队参加1984年夏季奥林匹克运动会足球比赛，获得一枚铜牌。